# Herzensbrecher (Film)
Herzensbrecher ist eine kanadische Filmkomödie von Xavier Dolan aus dem Jahr 2010 mit Monia Chokri, Niels Schneider sowie Xavier Dolan selbst in den Hauptrollen.
Marie und Francis setzen ihre Freundschaft aufs Spiel in ihrem konkurrierenden Bemühen um die Liebe eines gutaussehenden, jungen Mannes, welcher sie jedoch letztendlich beide zurückweist.

## Handlung
Marie und Francis, beide Anfang Zwanzig, sind gute Freunde. Auf der Feier einer Bekannten lernen sie den jungen Nicolas kennen, den Marie spontan als selbstverliebt bezeichnet. Sie sind beide von dem blonden Mann mit dem Lockenkopf, der vom Land kommt, hingerissen, obwohl sie es nicht zugeben wollen. Einige Tage später ruft Marie Francis an und teilt ihm mit, dass Nicolas sie eingeladen habe. Auch Francis wurde eingeladen, und so sind sie etwas konsterniert, dachten doch beide, dass sie von Nicolas bevorzugt werden. Sie putzen sich für den Tag heraus und versuchen ihm zu gefallen, doch er lädt beide nur zum Versteckspielen in den Wald ein. Hier entdeckt Francis ein weißes Kaninchen und versucht es zu fangen. Nicolas überrascht ihn und liegt plötzlich über ihm. Zum Kuss kommt es jedoch nicht. Später übernachtet Nicolas mit Marie bei Francis, wobei Nicolas in der Mitte liegt.
Nicolas lädt Marie zu einer Theateraufführung ein. Francis gibt vor, an dem Tag sowieso keine Zeit zu haben, schenkt Nicolas später jedoch ein Poster, das dieser dankend entgegennimmt. Später lädt Nicolas zu einer Feier, und Marie und Francis versuchen, sich mit ihren Geschenken für Nicolas gegenseitig zu überbieten. Sie kauft ihm einen Hut, während er ihm einen sehr teuren Pullover mitbringt. Beide versuchen, das Geschenk des anderen schlechtzureden, und auch während der Feier streiten die beiden miteinander. Nicolas trägt am nächsten Tag beide Kleidungsstücke und schlägt vor, zu dritt aufs Land, ins Chalet seiner Tante zu fahren. Hier buhlen Marie und Francis erneut um Nicolas, der dies kaum zu bemerken scheint. Als Francis sich abends am Lagerfeuer trotz seiner Übelkeit von Nicolas füttern lässt, geht Marie demonstrativ schlafen. Am nächsten Tag erwacht sie im leeren Haus und sieht die beiden Männer gemeinsam draußen herumalbern. Sie teilt ihnen mit, dass sie Wichtiges in Montréal zu erledigen habe, und geht davon. Francis läuft ihr nach, doch sie ohrfeigt ihn nur wortlos. Es kommt zu einer Rangelei, die Nicolas lakonisch unterbricht: Er habe genug vom Land und wolle in die Stadt zurückfahren.
Der Herbst vergeht, und der erste Schnee fällt. Marie sowie Francis haben seit dem Ausflug jeweils nichts mehr von Nicolas gehört und versuchen, jeder für sich, ihn telefonisch zu erreichen, jedoch vergebens. Marie schreibt ihm ein Gedicht mit einer Liebeserklärung, und Francis sucht ihn persönlich auf und gesteht ihm seine Liebe. Doch Nicolas fragt Francis, wie er darauf komme, dass er schwul sei. Francis zieht sich verletzt zurück. Marie trifft auf Nicolas, weit von seiner Wohnung entfernt, und spricht ihn auf ihr Gedicht an. Er will sich jedoch rasch mit der Entschuldigung davonmachen, dass er etwas auf dem Herd stehen habe. Gekonnt überspielt Marie ihre Enttäuschung. Später sieht sie Francis erstmals seit Längerem wieder. Beide vergewissern sich, dass auch der andere nichts mehr mit Nicolas zu tun hatte. Francis weiß zu berichten, dass dieser für mehrere Monate nach Asien gehen werde.
Ein Jahr später ist Nicolas zurück in der Stadt und erscheint auf einer Feier, zu der auch Marie und Francis eingeladen sind. Die beiden lästern  über ihn, und als Nicolas zu ihnen kommt, ignorieren sie ihn, so dass er sich schließlich abwendet. Kurz darauf entdecken Marie und Francis einen ihm ähnelnden Mann, der jedoch dunkle Locken hat. Dieser sieht die beiden, zwinkert ihnen zu, und Marie und Francis gehen gemeinsam zu ihm.

## Produktion
Herzensbrecher war nach I Killed My Mother der zweite Spielfilm, bei dem Xavier Dolan Regie führte. Er schrieb zudem das Drehbuch, produzierte den Film mit, übernahm den Schnitt, die Kostüme und die Ausstattung. Die Dreharbeiten fanden in Montréal, Portneuf und Sainte-Croix statt. Das Budget des Films betrug rund 2 Millionen Dollar; nach eigener Aussage drehte Dolan ihn nur, um ein anderes Filmprojekt verwirklichen zu können. Wie bereits in Ich habe meine Mutter getötet übernahm auch in Herzensbrecher Anne Dorval die Rolle der Mutter, hier die von Nicolas.
Herzensbrecher erlebte am 16. Mai 2010 auf den Internationalen Filmfestspielen von Cannes im Rahmen der Reihe Un certain regard seine Premiere. In Kanada lief der Film am 11. Juni 2010 in den Kinos an und war am 9. Oktober 2010 auf dem Filmfest Hamburg erstmals in Deutschland zu sehen. Am 6. Januar 2011 lief der Film in der Schweiz an und kam am 7. Juli 2011 in die deutschen Kinos. Am 18. November 2011 erschien Herzensbrecher auf DVD.

## Kritiken
Für den film-dienst war Herzensbrecher ein „frecher und unbekümmerter Film, der traumwandlerisch die Regeln und Geheimnisse des filmischen Erzählens beherrscht und erfrischend wildes Kino bietet“. Der Spiegel nannte den Film „eine in göttlichen Farben bebilderte, sehr amüsante Dreiecksgeschichte“ und eine „unwiderstehliche Zeitlupenorgie über den Triumph des Stils über die Substanz.“
Die Süddeutsche Zeitung lobte den Film für seine „pointierten Dialoge, [...] visuellen Capriccios und eine [...] Wahrhaftigkeit, die mitten ins Herz enttäuschter Liebe zielt“, und zog Parallelen zu Wong Kar-Wai (Einsatz von Zeitlupe) und François Truffaut (modernisierte Jules-und-Jim-Anlage der Hauptfiguren).
„Vielleicht ist es das, was die Originalität von Dolan ausmacht: diese liebevolle und zugleich ehrfurchtslose Art, sich die abgenutzten Codes und Referenzen der Filmgeschichte anzueignen und daraus etwas völlig Eigenes zu schaffen“, schrieb Critic.de auch im Hinblick auf mögliche Vorlagen Dolans.

## Auszeichnungen
Auf den Internationalen Filmfestspielen von Cannes 2010 gewann der Film den Prix Regards Jeunes. Xavier Dolan war 2010 auf dem Chicago International Film Festival für einen Gold Hugo nominiert. Im Jahr 2011 erhielt der Film eine César-Nominierung in der Kategorie Bester ausländischer Film sowie vier Genie-Award-Nominierungen. Herzensbrecher gewann 2011 einen Jutra Award in der Kategorie Film s'étant le plus illustré à l'extérieur du Québec und war in vier weiteren Kategorien für einen Jutra nominiert.